# 法國國鐵BB 47000型電力機車
BB 47000型电力机车，又称“Prima 6000”电力机车，是法国阿尔斯通公司设计制造的一种四电流制干线货运电力机车，也是阿尔斯通“Prima”系列铁路机车车型之一，适用于供电制式为1500伏直流电、3000伏直流电、15千伏16⅔赫兹交流电和25千伏工频单相交流电的电气化铁路，该型机车属于实验性车型，仅试制一台。
“Prima 6000”电力机车于2003年落成，随后交付法国国家铁路公司试用，并于2006年在比利时进行试运行，但该型机车未获得任何后续订单。此后，“Prima 6000”机车返回贝尔福工厂，电气设备和转向架安装在PRIMA II型电力机车上，车体部分装至其他机车。
应当注意的是，按照法国国家铁路电力机车定型编号规则，尽管“Prima 6000”机车编为BB 447001号并采用了Fret SNCF的绿白灰涂装，但该机车从未被编入到法国国家铁路电力机车序列中，因此两侧车体仍保留了“Prima 6000”字样。